# Église de la Saint-Parascève-de-Trnova-et-de-Saint-Pierre-de-Cetinje de Zvornik
Pour les articles homonymes, voir Église de la Sainte-Parascève et Église Saint-Pierre.
L'église de la Saint-Parascève-de-Trnova-et-de-Saint-Pierre-de-Cetinje (en serbe cyrillique : Храм Свете Петке Трнове и Светог Петра Цетињског ; en serbe latin : Hram Svete Petke Trnove i Svetog Petra Cetinjskog) est située en Bosnie-Herzégovine, sur le territoire de la ville de Zvornik et dans la municipalité de Zvornik. Cette église a été construite en 2000.
L'église se trouve dans la forteresse de Zvornik.